# Nejc Zemljak
Nejc Zemljak je naš edini profesionalni igralec odbojke na mivki, ki se poleti pomerja z najboljšimi na Beach Pro Tour-u. Zimski premor preživi potujoč po svetu, kjer redno izboljšuje svojo igro, hkrati pa je eden najbolj aktivnih delavcev, ki deluje v vseh različnih vlogah športa (igralec, trener, funkcionar, organizator in vizionar).
- najboljši slovenski igralec odbojke na mivki, (2013 <)
- državni prvak v odbojki na mivki (2020)
- zmagovalec turnirja svetovne (2018), evropske (2017) in srednjeevrospke serije (2016 in 2018)
- mladinski svetovni prvak do 19 let,
- 3. na evropskem prvenstvu do 18 let (2005)
- zmagovalec turnirjev v Sloveniji, Avstriji, Hrvaški, Italiji, Turčiji, Švedski, Avstraliji, Novi Zelandiji, Norveškem
- Zaposlen na Srednjeevropski zvezi (MEVZA, 2015 <) – nekdanji član komisije za odbojko na mivki na evropski zvezi (CEV) – nekdanji član komisije za odbojko na mivki pri Odbojkarski zvezi Slovenije (2014 – 2017)
- športni koordinator & glavni trener kampov odbojke na mivki Volleytours “Sunsation Beach”, Gandia, Španija
- nekdanji glavni trener in vodja razvoja v največji dvorani za odbojko na mivki na svetu, Goteborg, Švedska